# Сицзиван
41°31′14″ пн. ш. 111°41′43″ сх. д. / 41.52069° пн. ш. 111.69528° сх. д.
Сицзиван (кит. 四子王旗, пін. Sìziwáng Qí; також Дорбод від монг. Дөрвөд, трансліт. Dorbod) — один із повітів КНР у складі префектури Уланчаб, Внутрішня Монголія. Адміністративний центр — містечко Уланьхуа.

## Географія
Сицзиван лежить на півночі префектури на схід від гір Їньшань.

### Клімат
Хошун знаходиться у зоні, котра характеризується кліматом помірних степів. Найтепліший місяць — липень із середньою температурою 20,3 °C. Найхолодніший місяць — січень, із середньою температурою -14,3 °С.
| Клімат хошуну Сицзиван  | Клімат хошуну Сицзиван | Клімат хошуну Сицзиван | Клімат хошуну Сицзиван | Клімат хошуну Сицзиван | Клімат хошуну Сицзиван | Клімат хошуну Сицзиван | Клімат хошуну Сицзиван | Клімат хошуну Сицзиван | Клімат хошуну Сицзиван | Клімат хошуну Сицзиван | Клімат хошуну Сицзиван | Клімат хошуну Сицзиван | Клімат хошуну Сицзиван |
| Показник                | Січ.                   | Лют.                   | Бер.                   | Квіт.                  | Трав.                  | Черв.                  | Лип.                   | Серп.                  | Вер.                   | Жовт.                  | Лист.                  | Груд.                  | Рік                    |
| Середній максимум, °C   | −6,9                   | −2,8                   | 3,9                    | 12,8                   | 19,7                   | 24,6                   | 26,5                   | 24,3                   | 19,3                   | 11,8                   | 2,3                    | −5                     | 10,9                   |
| Середня температура, °C | −14,3                  | −10,3                  | −3,2                   | 5,7                    | 13                     | 18                     | 20,3                   | 18,1                   | 12,5                   | 4,8                    | −4,6                   | −11,7                  | 4                      |
| Середній мінімум, °C    | −19,6                  | −15,8                  | −9                     | −0,7                   | 6                      | 11,4                   | 14,3                   | 12,5                   | 6,8                    | −0,4                   | −9,4                   | −16,6                  | −1,7                   |
| Норма опадів, мм        | 3.1                    | 4.1                    | 7.9                    | 12.2                   | 29.4                   | 40.9                   | 72.2                   | 78                     | 39.7                   | 18.6                   | 5.1                    | 4                      | 315.2                  |
| Вологість повітря, %    | 61                     | 54                     | 35                     | 35                     | 38                     | 45                     | 57                     | 62                     | 55                     | 52                     | 54                     | 59                     | 50.6                   |
| ----------------------- | ---------------------- | ---------------------- | ---------------------- | ---------------------- | ---------------------- | ---------------------- | ---------------------- | ---------------------- | ---------------------- | ---------------------- | ---------------------- | ---------------------- | ---------------------- |
| Джерело: data.cma.cn    |                        |                        |                        |                        |                        |                        |                        |                        |                        |                        |                        |                        |                        |